# Liste der Kulturdenkmale in Seekirch

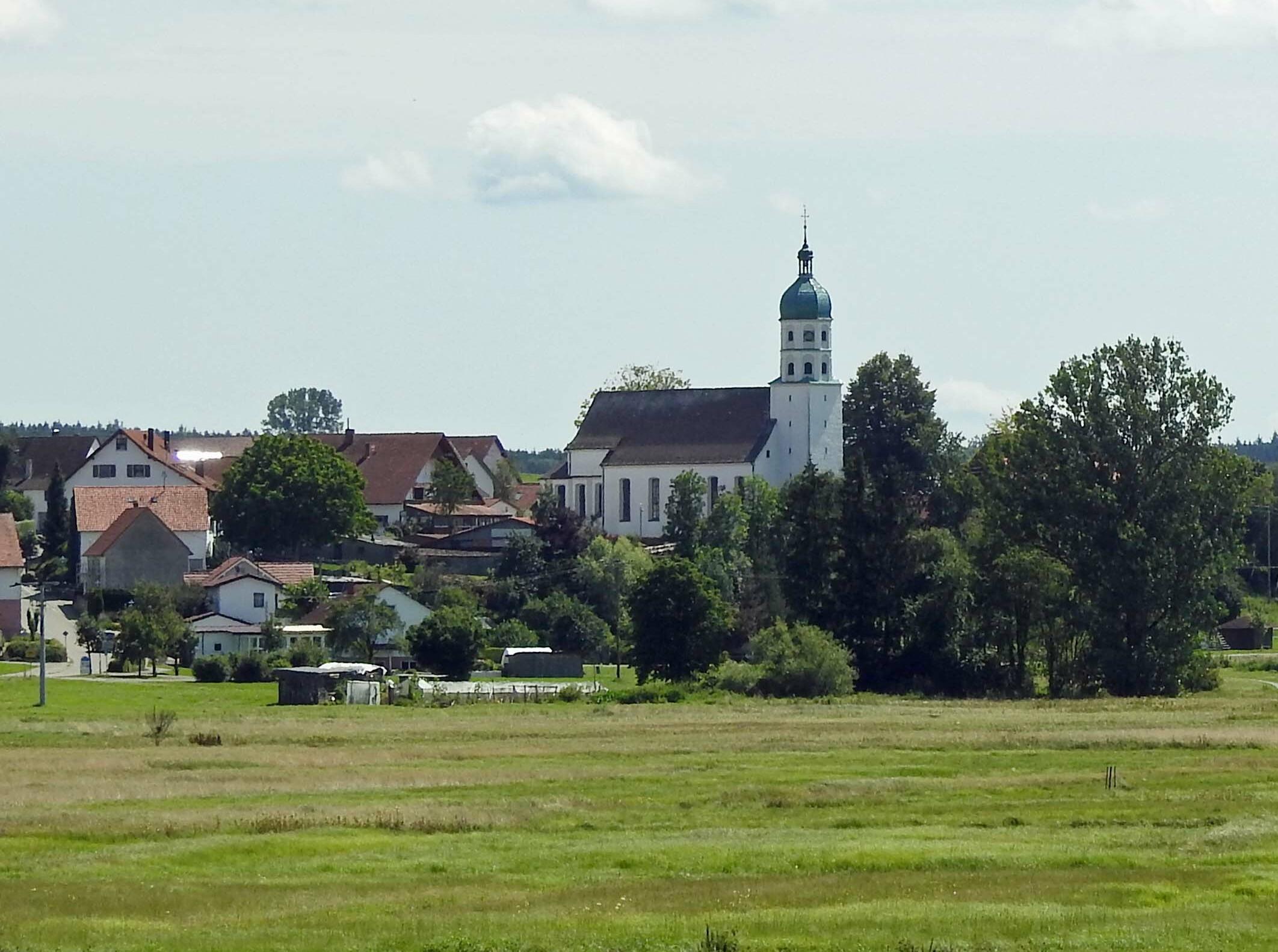

In der Liste der Kulturdenkmale in Seekirch sind alle Bau- und Kunstdenkmale der Gemeinde Seekirch und ihrer Teilorte verzeichnet. Sie leitet sich aus der Liste des Landesamts für Denkmalpflege Baden-Württemberg, dem „Verzeichnis der unbeweglichen Bau- und Kunstdenkmale und der zu prüfenden Objekte“ ab. Diese Liste wurde im Mai 2000 erstellt. Die Teilliste für den Landkreis Biberach hat den Stand vom 30. März 2009 und verzeichnet zwölf unbewegliche Bau- und Kunstdenkmäler.

## Allgemein
- Bild: Zeigt ein ausgewähltes Bild aus Commons, „Weitere Bilder“ verweist auf die Bilder im Medienarchiv Wikimedia Commons.
- Bezeichnung: Nennt den Namen, die Bezeichnung oder die Art des Kulturdenkmals.
- Lage: Straßenname und Hausnummer oder Flurstücknummer des Kulturdenkmals, gegebenenfalls auch den Ortsteil. Die Grundsortierung der Liste erfolgt nach dieser Adresse. Der Link (Karte) führt zu verschiedenen Kartendiensten mit der Position des Kulturdenkmals. Fehlt dieser Link, wurden die Koordinaten noch nicht eingetragen. Sind diese bekannt, können sie über ein Tool mit einer Kartenansicht einfach nachgetragen werden. In dieser Kartenansicht sind Kulturdenkmale ohne Koordinaten mit einem roten bzw. orangen Marker dargestellt und können durch Verschieben auf die richtige Position in der Karte mit Koordinaten versehen werden. Kulturdenkmale ohne Bild sind an einem blauen bzw. roten Marker erkennbar.
- Datierung: Baubeginn, Fertigstellung, Datum der Erstnennung oder grobe zeitliche Einordnung entsprechend des Eintrags in der zuständigen Denkmaldatenbank (Landesamt für Denkmalpflege Baden-Württemberg).
- Beschreibung: Kurzcharakteristik des Kulturdenkmals.

## Seekirch
Seekirch ist eine kleine Gemeinde und liegt geographisch am Federsee im Landkreis Biberach in Oberschwaben.
| Bild | Bezeichnung              | Lage                      | Datierung       | Beschreibung | ID |
| ---- | ------------------------ | ------------------------- | --------------- | --- | -- |
|      | Alter Friedhof           | Friedhofstraße 7          |                 | Friedhofsmauer mit Säulenportal Geschützt nach § 2 DSchG |    |
|      | Brunnen                  | Hauptstraße (vor Nr. 23)  | 19. Jahrhundert | Pumpbrunnen mit Steintrog Geschützt nach § 2 DSchG |    |
|      | Wegkreuz                 | Hauptstraße (Flstnr. 435) | 1875            | Steinsockel, Kreuz mit Corpus, Gusseisen Geschützt nach § 2 DSchG |    |
|      | Pfarrhaus                | Pfarrer-Schöttle-Weg 11   | 1592            | Traufständiger Fachwerk-/Massivbau, teilverputzt über massivem Erdgeschoss, Satteldach, erbaut 1591–1600, 1737 erneuert und 1966 renoviert Geschützt nach § 28 DSchG                                                                                     |    |
|      | Kirche Maria Himmelfahrt | Pfarrer-Schöttle-Weg 13   | 1616            | 1756–1758 Umbau durch Moosbrugger, Erhöhung des Turms, Kanzel 1758 verm. von Francesco Pozzi, Holzbildwerke Christus mit Palmesel und Christus am Grabe, Kirchhof, Kirchhofmauer, Kriegerdenkmal 1914–1918 und 1939–1945 Geschützt nach §§ 28 (12) DSchG |    |

### Außerhalb der Ortslage
| Bild | Bezeichnung | Lage                                                                             | Datierung | Beschreibung | ID |
| ---- | ----------- | -------------------------------------------------------------------------------- | --------- | --- | -- |
|      | Bildstock   | Gewann Buchwiesen (Weg von Seekirch nach Tiefenbach)                             | 1852      | Hoher steinerner Schaft, Dachaufsatz mit Rundbogennische und Figur, Kreuz als Bekrönung Geschützt nach § 2 DSchG |    |
|      | Wegkreuz    | Gewann Flosswiesen (Weg von Seekirch nach Tiefenbach)                            | 1906      | Steinsockel, Kreuz mit Corpus, Gusseisen Geschützt nach § 2 DSchG                                                |    |
|      | Wegkreuz    | Gewann Hilte (Straße von Seekirch nach Ahlen)                                    | 1911      | Steinsockel ohne Kreuz Geschützt nach § 2 DSchG                                                                  |    |
|      | Wegkreuz    | Gewann Hilte (Flstnr. 410/1)                                                     | 1878      | Gusseisernes Kreuz mit Corpus Geschützt nach § 2 DSchG                                                           |    |
|      | Wegkreuz    | Gewann Stockwiesen (Straße von Alleshausen nach Seekirch, am Ortseingang rechts) | 1884      | Gusseisernes Kreuz mit Corpus Geschützt nach § 2 DSchG                                                           |    |

## Ortsteil Ödenahlen
Es existierten in Ödenahlen keine Kulturdenkmale zum Erfassungszeitpunkt.

### Außerhalb der Ortslage
| Bild | Bezeichnung | Lage                                                     | Datierung | Beschreibung | ID |
| ---- | ----------- | -------------------------------------------------------- | --------- | --- | -- |
|      | Wegkreuz    | Gewann im Hölzlen (Straße von Ahlen nach Ödenahlen)      | 1880      | Gusseisernes Kreuz mit Corpus Geschützt nach § 2 DSchG                                                                        |    |
|      | Bildstock   | Gewann Krautlandwiesen (Straße von Ahlen nach Ödenahlen) | um 1850   | Niedriger Rundschaft, bemalt mit Darstellungen von Gott Vater, Heiliger Georg und Heiligen Sebastian Geschützt nach § 2 DSchG |    |